# Eleição municipal de São José em 2000
A eleição municipal de São José em 2000 ocorreu em 1º de outubro de 2000, em turno único. Foi a primeira eleição municipal com o uso da urna eletrônica na cidade. Também foi a primeira vez que o número de eleitores aptos passou dos cem mil.
Três candidatos disputaram a prefeitura, incluindo o então prefeito Dário Elias Berger, do Partido da Frente Democrática (PFL), que foi reeleito. Vanildo Macedo, do Partido Progressista Brasileiro (PPB), foi eleito vice-prefeito, substituindo Lauro Guesser no cargo a partir de 2001. 186 candidatos disputaram uma das 21 vagas de vereador na Câmara Municipal.

## Eleitorado
A eleição contou com 106.723 eleitores aptos, um aumento de 21.24% em relação as eleições de 1996. Destes, foram as urnas 93.799 eleitores, com uma abstenção de 12,11%.

## Candidatos
|  | Nº | Candidato(a) a prefeito | Candidato(a) a prefeito                               | Candidato(a) a vice-prefeito | Candidato(a) a vice-prefeito        | Coligação |
|  | -- | ----------------------- | ----------------------------------------------------- | ---------------------------- | ----------------------------------- | --- |
|  | 13 |                         | Jacir Zimmer (PT) Jacir Antonio Zimmer                |                              | Lia Jussara da Silva Pioner         | Frente Socialista por São José - Partido dos Trabalhadores (PT) - Partido Comunista do Brasil (PCdoB) - Partido Socialista dos Trabalhadores Unificado (PSTU) |
|  | 15 |                         | Ester Macedo (PMDB) Ester de Souza Ferreira de Macedo |                              | Ademar Francisco Koerich            | São José para Todos - Partido do Movimento Democrático Brasileiro (PMDB) - Partido Popular Socialista (PPS) - Partido da Social Democracia Brasileira (PSDB) - Partido Democrático Trabalhista (PDT) - Partido Socialista Brasileiro (PSB) - Partido Social Democrático(PSD) - Partido Humanista da Solidariedade (PHS) - Partido Verde (PV) - Partido da Mobilização Nacional (PMN) |
|  | 25 |                         | Dário Berger (PFL) Dário Elias Berger                 |                              | Vanildo Macedo (PPB) Vanildo Macedo | Pra Frente São José - Partido da Frente Liberal (PFL) - Partido da Social Democracia Brasileira (PSDB) - Partido Progressista Brasileiro (PPB) - Partido Trabalhista Nacional (PTN) - Partido Trabalhista Brasileiro (PTB) - Partido Social Democrata Cristão (PSDC) - Partido Liberal(PL) - Partido Social Liberal (PSL) - Partido Geral dos Trabalhadores (PGT) - Partido dos Aposentados da Nação (PAN) - Partido Renovador Trabalhista Brasileiro (PRTB) - Partido Social Cristão (PSC) - Partido Social Trabalhista (1996) (PST) - Partido de Reedificação da Ordem Nacional (PRONA) - Partido Trabalhista do Brasil(PT do B) |

## Resultado da eleição para prefeito
Dário Berger foi reeleito prefeito com uma larga vantagem, de mais de 84% dos votos. O PFL manteve o domínio político sobre a cidade, que era governada pelo partido desde que ele fundado, nos anos 1980. Votaram em branco 4.098 eleitores e anularam o voto outros 2.547, totalizando 87.154 votos válidos.
| 1º Turno 1 de outubro de 2000 | 1º Turno 1 de outubro de 2000 | 1º Turno 1 de outubro de 2000 | 1º Turno 1 de outubro de 2000 |
| Candidato(a)                  | Vice                          | Votação                       | Votação                       |
| Candidato(a)                  | Vice                          | Total                         | Porcentagem                   |
| ----------------------------- | ----------------------------- | ----------------------------- | ----------------------------- |
| Dário Berger (PFL)            | Vanildo Macedo (PPB)          | 73.836                        | 84,71%                        |
| Ester Macedo (PMDB)           |                               | 8.907                         | 10,22%                        |
| Jacir Zimmer (PT)             |                               | 4.411                         | 5,06%                         |
| Total de votos válidos        | Total de votos válidos        | 89.259                        | 100,00%                       |
| Votos apurados                |                               |                               |                               |
| Votos válidos                 | Votos válidos                 | 89.259                        | 95,16%                        |
| Votos em branco               | Votos em branco               | 2.844                         | 3,03%                         |
| Votos nulos                   | Votos nulos                   | 1.696                         | 1,80%                         |
| Total de votos apurados       | Total de votos apurados       | 93.799                        | 100,00%                       |
| Eleitores                     |                               |                               |                               |
| Comparecimento                | Comparecimento                | 93.799                        | 87,89%                        |
| Abstenções                    | Abstenções                    | 12.924                        | 12,11%                        |
| Total de eleitores            | Total de eleitores            | 106,723                       | 100,00%                       |

| Partido | Partido | Candidato    | Votos  | Votos (%) |
| ------- | ------- | ------------ | ------ | --------- |
|         | PFL     | Dário Berger | 73 836 | 84,72%    |
|         | PMDB    | Ester Macedo | 8 907  | 10,22%    |
|         | PT      | Jacir Zimmer | 4 411  | 5,06%     |
| Totais  | Totais  | Totais       | 87 154 |           |

## Resultado da eleição para vereador
Nas eleições para vereador 2.844 eleitores votaram em branco e 1.696 votaram nulo, totalizando 89.259 votos válidos. Foram eleitos 21 vereadores para a 15ª legislatura josefense, sendo dezesseis da coligação do prefeito e metade desses do mesmo partido, o PFL.
| Nome                      | Partido político                                   | Coligação                      | Votos recebidos | Percentual |
| ------------------------- | -------------------------------------------------- | ------------------------------ | --------------- | ---------- |
| Fernando Melquiades Elias | Partido da Frente Liberal (PFL)                    | Pra Frente São José            | 2.646           | 2,96%      |
| Adeliana Dal Pont         | Partido da Frente Liberal (PFL)                    | Pra Frente São José            | 2.228           | 2,50%      |
| Édio Osvaldo Vieira       | Partido da Frente Liberal (PFL)                    | Pra Frente São José            | 2.033           | 2,28%      |
| Jose Natal Pereira        | Partido Progressista Brasileiro (PPB)              | Pra Frente São José            | 1.980           | 2,22%      |
| Carlos Acelino Pereira    | Partido da Frente Liberal (PFL)                    | Pra Frente São José            | 1.968           | 2,20%      |
| Agostinho Pauli           | Partido da Frente Liberal (PFL)                    | Pra Frente São José            | 1.820           | 2,04%      |
| Telmo Pedro Vieira        | Partido Trabalhista Brasileiro (PTB)               | Pra Frente São José            | 1.770           | 1,98%      |
| Jose Francisco da Rosa    | Partido Progressista Brasileiro (PPB)              | Pra Frente São José            | 1.761           | 1,97%      |
| Lédio Coelho              | Partido da Frente Liberal (PFL)                    | Pra Frente São José            | 1.722           | 1,93%      |
| Adi Xavier de Castro      | Partido da Frente Liberal (PFL)                    | Pra Frente São José            | 1.656           | 1,86%      |
| Adilson de Souza          | Partido Trabalhista Brasileiro (PTB)               | Pra Frente São José            | 1.647           | 1,85%      |
| Valdemar Antonio Schmidt  | Partido do Movimento Democrático Brasileiro (PMDB) | São José para Todos            | 1.561           | 1,75%      |
| Joao Rogério Farias       | Partido da Frente Liberal (PFL)                    | Pra Frente São José            | 1.520           | 1,70%      |
| Neri Osvaldo do Amaral    | Partido do Movimento Democrático Brasileiro (PMDB) | São José para Todos            | 1.478           | 1,66%      |
| Orvino Coelho de Avila    | Partido Progressista Brasileiro (PPB)              | Pra Frente São José            | 1.382           | 1,55%      |
| Maria das Graças Pereira  | Partido Trabalhista Brasileiro (PTB)               | Pra Frente São José            | 1.295           | 1,45%      |
| Eugenio Manoel da Cunha   | Partido Trabalhista Brasileiro (PTB)               | Pra Frente São José            | 1.154           | 1,29%      |
| Gilson Luiz Junckes       | Partido Democrático Trabalhista (PDT)              | São José para Todos            | 1.093           | 1,22%      |
| Ivan Carlos Duarte        | Partido Democrático Trabalhista (PDT)              | São José para Todos            | 978             | 1,10%      |
| Antonio Luiz Battisti     | Partido dos Trabalhadores (PT)                     | Frente Socialista por São José | 827             | 0,93%      |
| Altevir Schmitz           | Partido da Social Democracia Brasileira (PSDB)     | Pra Frente São José            | 654             | 0,73%      |